# Дуллан
Дуллан (фр. Doullens) — коммуна на севере Франции, регион О-де-Франс, департамент Сомма, округ Амьен, центр одноименного кантона. Расположена в 29 км к северу от Амьена, на берегу реки Оти.
Население (2018) — 5 998 человек.

## История
Дуллан, в античные времена Dulincum, принадлежал графам Вермандуа, затем Понтьё, в Средние века был важной крепостью. В 1225 году стал частью Франции. В 1475 году Людовик XI сжег его за открытую поддержку Карла Смелого, герцога Бургундского.
В 1595 году Дуллан был взят испанцами, которые вырезали почти все население города. Возвращен Франции по Вервенскому миру 1598 года. 

## Достопримечательности
- Цитадель, построенная Вобаном, которая часто использовалась как государственная тюрьма, а позже была преобразована в исправительную колонию для девочек. Известно, что когда Виктор Гюго побывал здесь в августе 1837, он воскликнул: «Я не люблю цитадели!»
- Кирпичная колокольня начала XVII века
- Готическая церковь Нотр-Дам XVI-XIX веков
- Бывшая церковь Святого Петра XIII века, которая в XIX веке использовалась в качестве амбара
- Здание мэрии 1898 года
- Музей Ломбар ― художественный и археологический музей

## Экономика
Структура занятости населения:
- сельское хозяйство — 1,5 %
- промышленность — 16,8 %
- строительство — 4,1 %
- торговля, транспорт и сфера услуг — 32,1 %
- государственные и муниципальные службы — 45,5 %

Уровень безработицы (2017) — 25,5 % (Франция в целом — 13,4 %, департамент Сомма — 15,9 %). 

Среднегодовой доход на 1 человека, евро (2018) — 17 050 (Франция в целом — 21 730, департамент Сомма — 20 320).

## Демография
Динамика численности населения, чел.

## Администрация
Пост мэра Дуллана с 2020 года занимает Кристель Ивер (Christelle Hiver), член Совета департамента Сомма от кантона Дуллан. На муниципальных выборах 2020 года возглавляемый ею независимый список победил во 2-м туре, получив 47,20 % голосов (из четырех списков).
| Период | Период | Фамилия          | Партия                                      | Примечания                                                                                   |
| ------ | ------ | ---------------- | ------------------------------------------- | -------------------------------------------------------------------------------------------- |
| 1967   | 1996   | Жак Мусьон       | Союз за французскую демократию              | землемер, член Генерального совета департамента, член Регионального совета Пикардии, сенатор |
| 1996   | 2001   | Жан-Мишель Тьеве | Объединение в поддержку Республики          |                                                                                              |
| 2001   | 2020   | Кристиан Влеминк | Разные правые Союз демократов и независимых | педагог, член Генерального совета департамента                                               |
| 2020   |        | Кристель Ивер    | Разные правые                               | государственный служащий, член Совета департамента                                           |

## Города-побратимы
- Мух, Германия

## Галерея

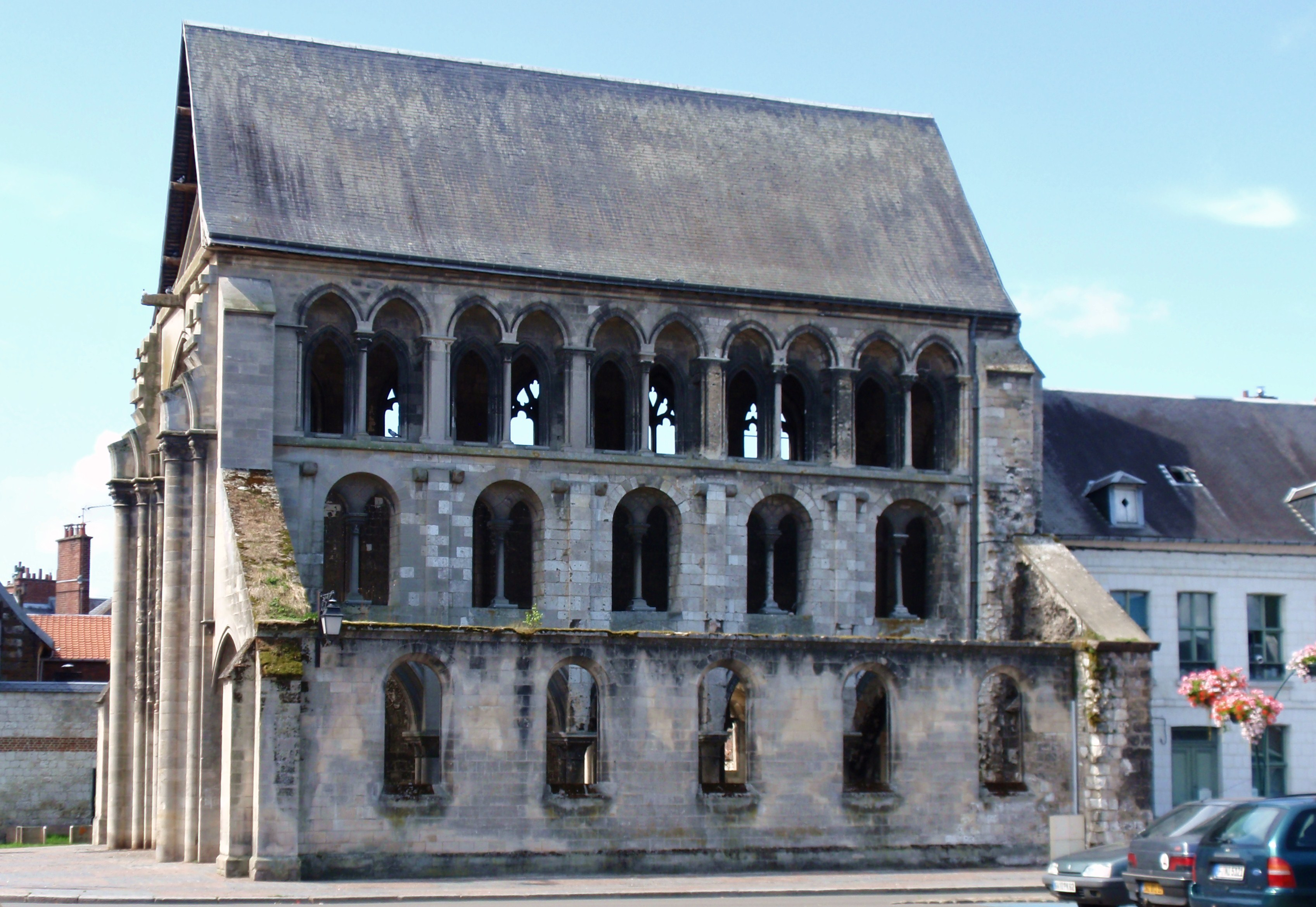
Бывшая церковь Святого Петра
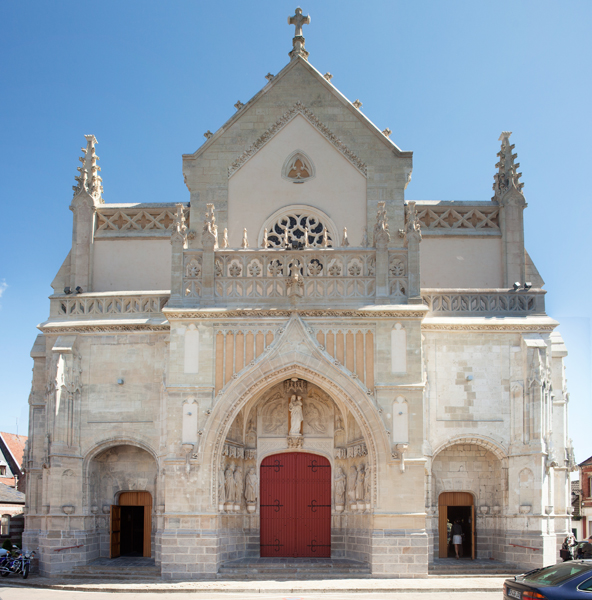
Церковь Нотр-Дам
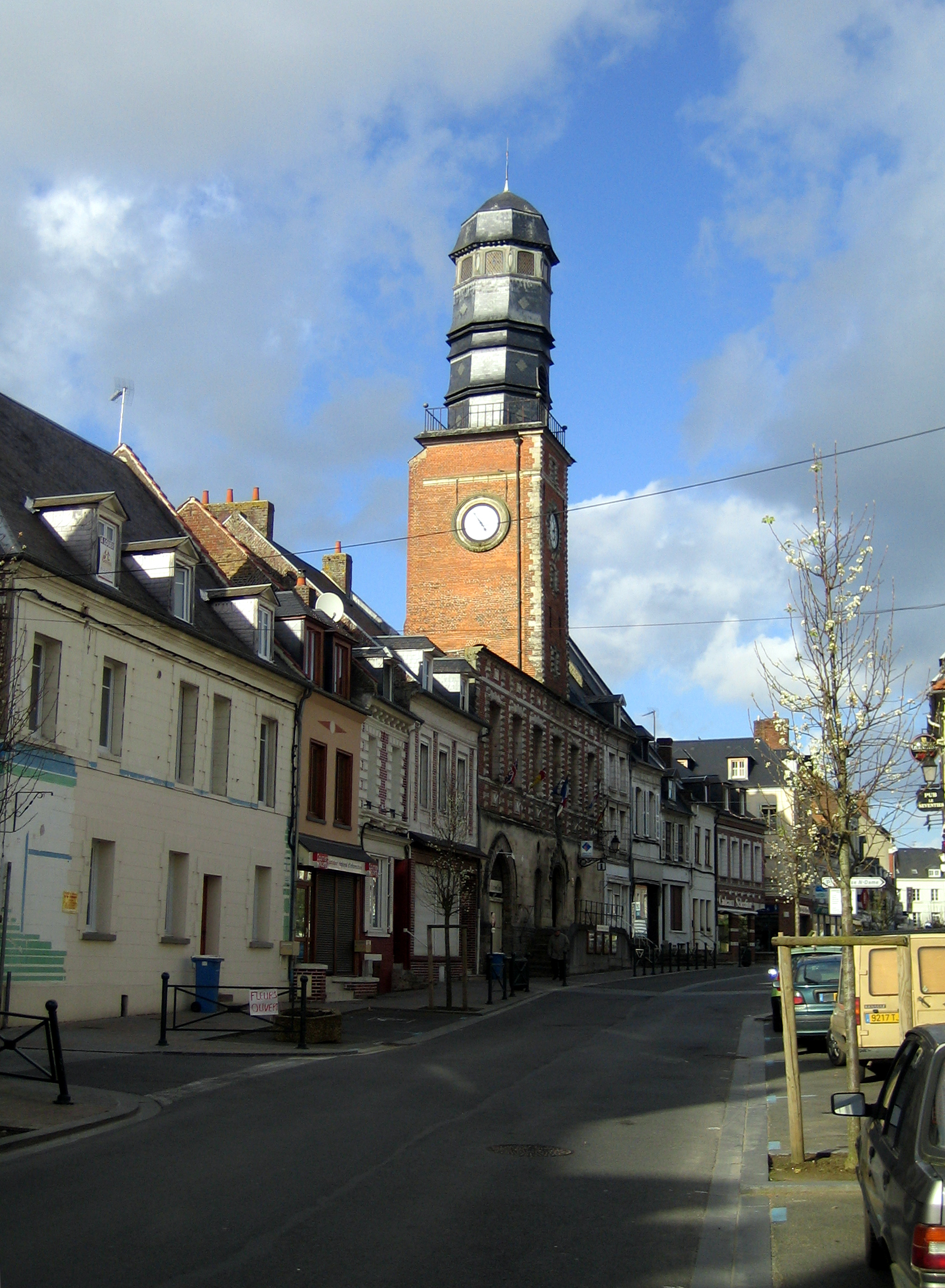
Колокольня
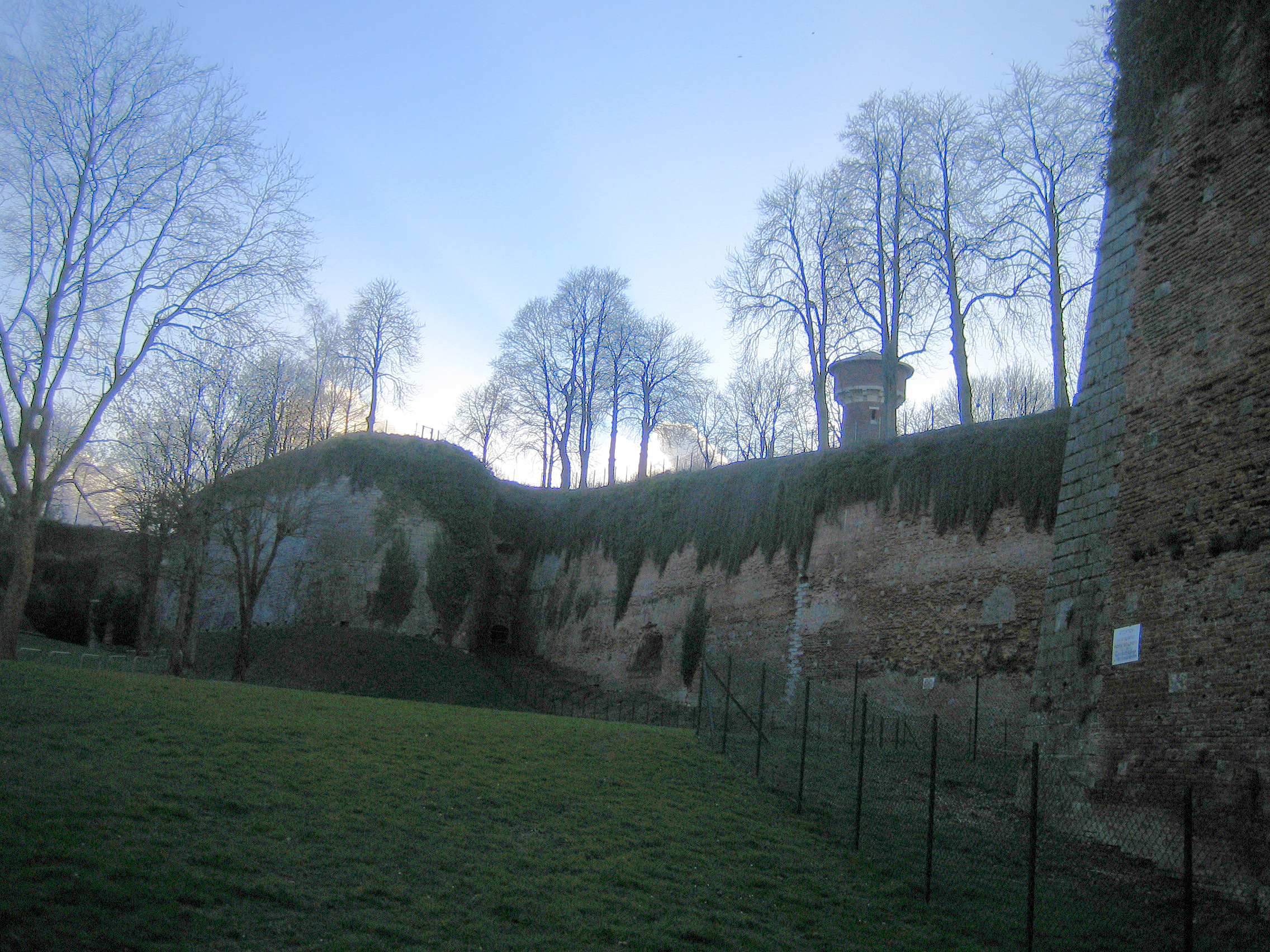
Цитадель
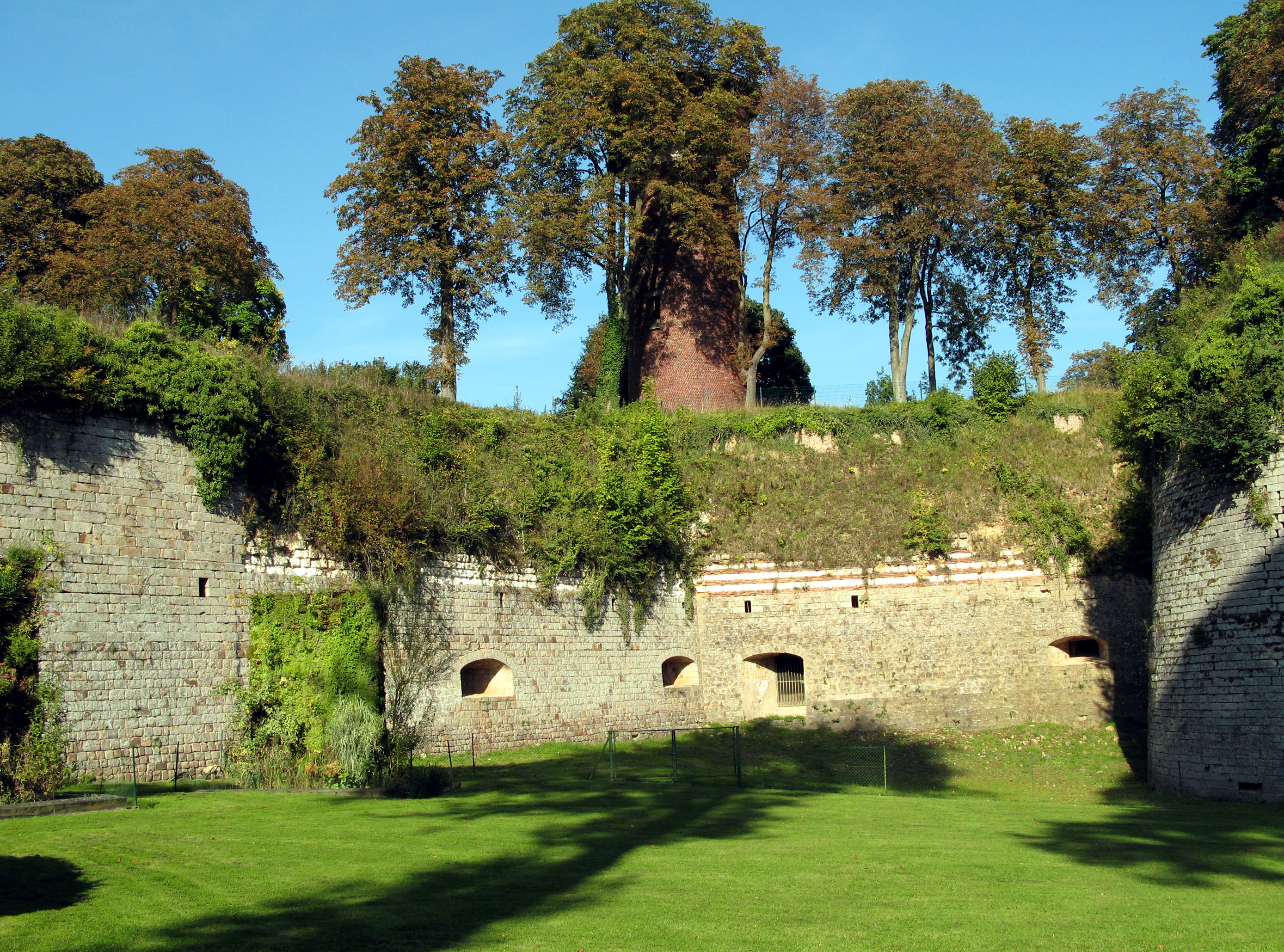
Внутри Цитадели
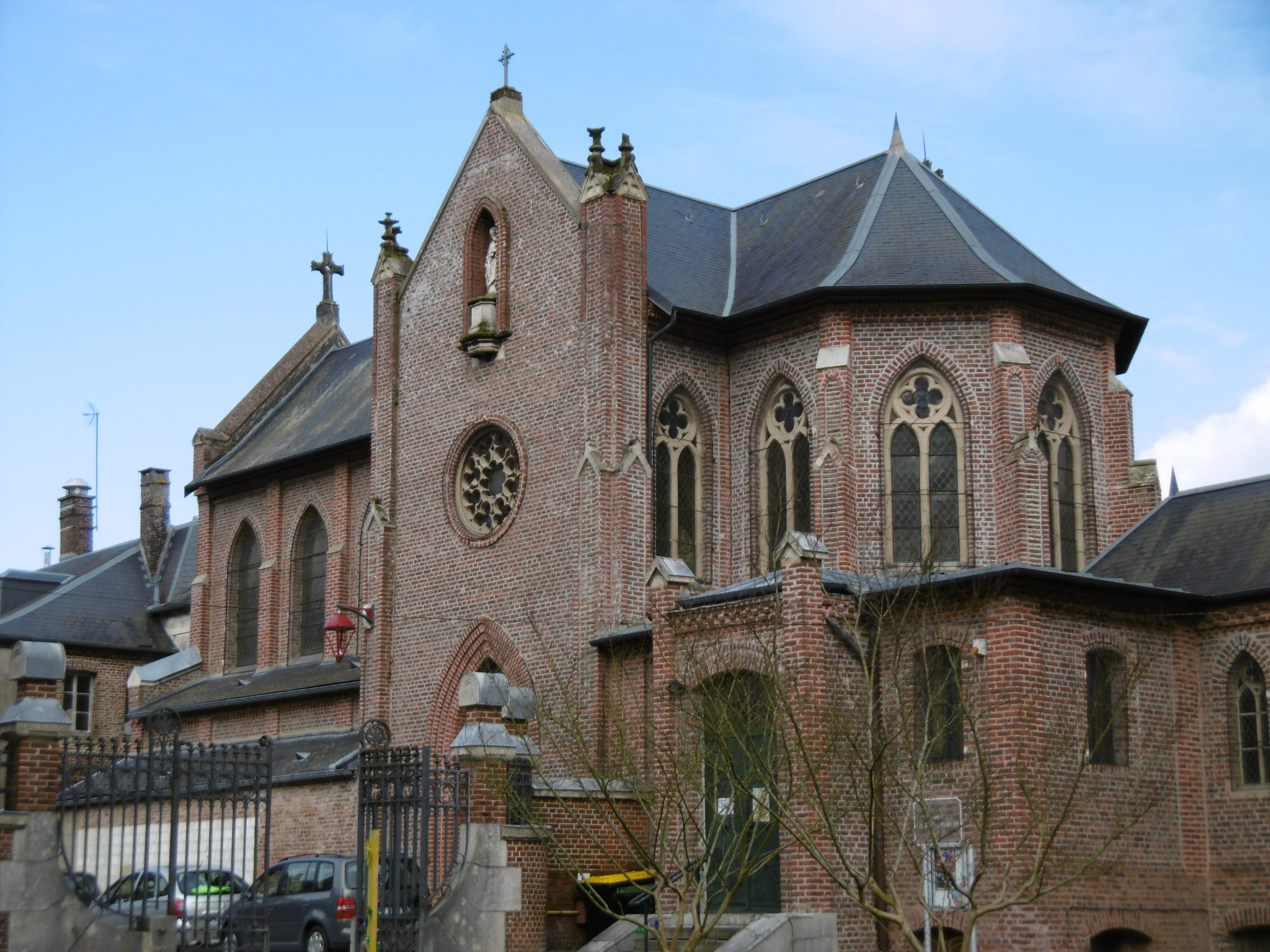
Музей Ломбар

1. 1 2  база данных о французских коммунах — Национальный географический институт Франции, 2015.